# Gấu Glacier
Gấu Glacier (Ursus Americanus emmonsii), đôi khi được gọi là gấu xanh, là một phân loài của gấu đen Mỹ có lông màu xanh bạc hoặc xám đặc hữu ở Đông Nam Alaska. Con người hiện có rất ít kiến thức khoa học về chúng và nguyên nhân của màu sắc độc đáo của chúng. Hầu hết những con gấu đen khác ở phía đông nam Alaska được liệt kê dưới phân loài Ursus Americanus pugnax. Sở Lâm nghiệp USDA liệt kê U. a. emmonsii là một trong một số phân loài của gấu đen, mặc dù không có bằng chứng nào hỗ trợ cho việc chỉ định phân loài ngoài màu lông.

## Môi trường sống và phạm vi
Các phạm vi môi trường sống của gấu sông băng đã được báo cáo là các khu vực ven biển Alaska giữa Cross Sound và Cape St. Elias và từ Prince William Sound đến Vịnh Glacier ở phía đông nam Alaska, với một vài điểm nhìn xa về phía đông như Juneau, Alaska và sông Taku. Khu vực này bao gồm Công viên quốc gia Glacier Bay và một phần của Rừng quốc gia Tongass, một khu bảo tồn rừng nhiệt đới ôn đới. Một số nghiên cứu ghi nhận phạm vi của phân loài liên quan đến những con gấu đen khác.
Gấu Glacier chia sẻ hầu hết các đặc điểm của gấu đen như sở thích môi trường sống, nguồn thức ăn, kích thước và chu kỳ sinh sản của chúng. Chúng thích rừng với tầng dưới dày và phong cảnh có nhiều thảm thực vật, nhưng có thể được tìm thấy ở các khu vực đông dân cư đô thị. Môi trường sống của sông băng phụ thuộc vào nguồn thức ăn sẵn có và chúng di chuyển giữa rừng, đồng cỏ, suối và núi để tìm kiếm thức ăn và nơi trú ẩn. Gấu đen nói chung là những người leo núi rất có khả năng và có thể sử dụng cây làm nơi bảo vệ và ẩn náu. Những con gấu Glacier di chuyển vào hang của chúng vào đầu mùa đông, có thể là một cây bị lật, một gờ đá hoặc một hang động.